# Arrondissement de Grimmen

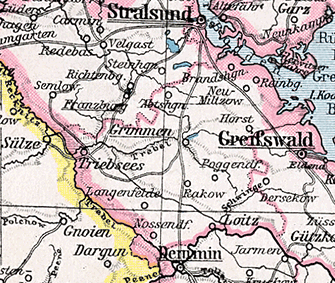
Le territoire de l'arrondissement en 1905

L'arrondissement de Grimmen est un arrondissement de la province prussienne de Poméranie et depuis 1946 de l'état de Mecklembourg-Poméranie-Occidentale de la zone d'occupation soviétique ou la RDA, existe jusqu'en 1952. L'ancienne zone de l'arrondissement appartient désormais aux arrondissements de Plateau des lacs mecklembourgeois, Poméranie-Occidentale-Greifswald et Poméranie-Occidentale-Rügen dans le Mecklembourg-Poméranie-Occidentale.

## Histoire

### Poméranie suédoise
Le territoire du futur arrondissement fait partie de la Poméranie suédoise depuis la guerre de Trente Ans. À partir de 1806, la Poméranie suédoise subit un changement radical dans la constitution de l'État, qui comprend une nouvelle division territoriale, à la suite du coup d'État du roi Gustave IV Adolphe en juin 1805. La Poméranie suédoise est divisée en quatre bureaux (suédois : Härade) de Bergen, Franzburg, Greifswald (de) et Grimmen en 1806. Le bureau de Grimmen est formé à partir du territoire des anciens bureaux royaux de Loitz, Grimmen et Tribsees ainsi que du district noble de Loitz-Grimmen-Tribsees. Le siège officiel est initialement Loitz, la plus grande ville de la région, où siège auparavant le gouverneur de Loitz et où se tiennent les conventions nobles du district.

### Royaume de Prusse
Après le congrès de Vienne, la Poméranie suédoise relève du royaume de Prusse, où il devient le district de Stralsund dans la province de Poméranie. Les bureaux suédois formés en 1806 deviennent des arrondissements prussiens, y compris l'arrondissement de Grimmen. Le bureau de l'arrondissement est à Grimmen depuis 1818.
En 1871, l'arrondissement comprend trois villes, 42 communes et 149 districts de domaine indépendants. Le 1er juillet 1874, les anciens faubourgs de la ville de Demmin sont reclassées de l'arrondissement de Grimmen à l'arrondissement de Demmin.
Le 30 septembre 1929, une réforme territoriale a lieu dans l'arrondissement de Grimmen, comme dans le reste de l'État libre de Prusse, dans laquelle tous les districts de domaine indépendants sont dissous et soit attribués aux communes voisines, par exemple Passow, Trissow, Böken et Groß Zastrow à la commune de Görmin, ou forment leurs propres nouvelles communes, comme la commune de Jargenow des districts de domaine de Jargenow et Göslow. Le 1er octobre 1932, le district de Stralsund est dissous. L'arrondissement de Grimmen relève du district de Stettin. En 1939, il comprend les trois villes de Grimmen, Loitz et Tribsees ainsi que 64 autres communes. Au printemps 1945, l'arrondissement est occupé par l'Armée rouge.

### Zone d'occupation soviétique / République démocratique allemande
Dans la zone d'occupation soviétique, l'arrondissement continue d'abord d'exister sans changement. Le 1er janvier 1949, la commune de Beestland est transférée à l'arrondissement de Demmin. Avec la réforme des arrondissements de 1950, les communes de Mesekenhagen avec Frätow et Gristow sont transférés dans l'arrondissement de Greifswald (de) et les communes de Wotenick et Seedorf dans l'arrondissement de Demmin. Une réorganisation complète a alors lieu le 25 juillet 1952 :
- Le sud du territoire du l'arrondissement sud avec la ville de Loitz et les communes de Düvier, Görmin, Nossendorf, Sassen, Trantow et Vorbein sont transférés à l'arrondissement de Demmin (de) dans le district de Neubrandenbourg.
- La ville de Tribsees et ses communes d'Abtshagen, Gremersdorf, Papenhagen et Siemersdorf sont transférés dans le nouveau arrondissement de Stralsund-Campagne (de).
- L'arrondissement de Grimmen (de) est formé à partir de la zone restante.
- Les arrondissements de Grimmen et de Stralsund-Campagne sont affectés au district de Rostock.

## Évolution de la démographie
| Année | Habitants | Source |
| ----- | --------- | ------ |
| 1816  | 22 446    | [ 6 ]  |
| 1846  | 35 344    | [ 7 ]  |
| 1871  | 37 173    | [ 3 ]  |
| 1890  | 34 576    | [ 8 ]  |
| 1900  | 35 450    | [ 8 ]  |
| 1910  | 36 954    | [ 8 ]  |
| 1925  | 40 150    | [ 8 ]  |
| 1933  | 41 065    | [ 8 ]  |
| 1939  | 41 805    | [ 8 ]  |
| 1946  | 75 537    | [ 9 ]  |

## Administrateurs de l'arrondissement
- 1818–1846 August Friedrich von Mühlenfels
- 1846–1852 Moritz von Baerenfels (de)
- 1852–1863 Gustav von Hagenow (de)
- 1863–1865 Ludwig Ferdinand Hermann Siehr (de)
- 1868–1877 Ernst von Keffenbrinck-Griebenow (de)
- 1877–1882 Wilhelm von Jagow
- 1882–1892 Gustav von Hagenow (de)
- 1892–1899 Ernst Osterroht (de)
- 1900–1911 Axel von Maltzahn (de)
- 1912–1920 von Kusserow
- 1919 Fritz von Hennigs (de)
- 1921–1936 Karl Brauns (de)
- 1937–1938 Gustav Berlin
- 1938–1939 Horst Hacker (de)
- 1939–1945 Walter Hachtmann (de)
- 1950–1952 Adolf Giese (de)

## Constitution communale jusqu'en 1945
Depuis le XIXe siècle, l'arrondissement de Grimmen est divisé en villes, en communes rurales et en districts de domaine. Avec l'introduction de la loi constitutionnelle prussienne sur les communes du 15 décembre 1933 ainsi que le code communal allemand du 30 janvier 1935, le principe du leader est appliqué au niveau municipal. Une nouvelle constitution d'arrondissement n'est plus créée; Les règlements de l'arrondissement pour les provinces de Prusse-Orientale et Occidentale, de Brandebourg, de Poméranie, de Silésie et de Saxe du 19 mars 1881 restent applicables.

## Villes et communes

### Statut en 1939
En 1939, l'arrondissement de Grimmen comprend trois villes et 64 autres communes : 
| - Abtshagen - Angerode - Bartmannshagen - Beestland - Behnkendorf - Behnkenhagen - Brandshagen - Bremerhagen - Bretwisch - Deyelsdorf - Düvier - Elmenhorst - Frätow - Glewitz - Görmin - Grammendorf - Gransebieth | - Gremersdorf - Griebenow - Grimmen, ville - Gristow - Groß Bisdorf - Groß Zarnewanz - Hildebrandshagen - Horst - Jargenow - Jeeser - Jessin - Kandelin - Klein Zarnewanz - Klevenow - Landsdorf - Loitz, ville - Mannhagen | - Mesekenhagen - Miltzow - Müggenwalde - Mühlenkamp - Neuendorf - Nossendorf - Papenhagen - Poggendorf - Pustow - Rakow - Reinberg - Reinkenhagen - Rekentin - Rodde - Sassen - Seedorf - Segebadenhau | - Siemersdorf - Sievertshagen - Splietsdorf - Stahlbrode - Stoltenhagen - Trantow - Tribsees, ville - Turow - Vorbein - Wendisch Baggendorf - Wittenhagen - Wotenick - Wüstenfelde - Zarnekla - Zarrendorf - Zarrentin |

### Communes dissoutes avant 1939
- New Elmenhorst et Groß Elmenhorst, 1921 à Elmenhorst
- Gülzow Dorf, avant 1935 à Poggendorf
- Klein Bisdorf, avant 1935 à Griebenow
- Klein Rakow, avant 1935 à Rakow
- Neu Ahrendsee, avant 1935 à Zarrendorf
- Neu Miltzow, avant 1935 à Miltzow
- Wüstenbilow, avant 1935 à Poggendorf

## Personnalités liées à l'arrondissement
- Carl Ludwig Christoph Douzette (1834-1924), peintre né à Tribsees
- Carl-Felix de Schlichtegroll (1862-1946), écrivain né à Gross-Behnkenhagen